# شاكيل بيناس
شاكيل بيناس (مواليد 19 مارس 1998) هو لاعب كرة قدم هولندي يلعب في مركز الدفاع في نادي أدو دين هاغ.

## روابط خارجية
- شاكيل بيناس على موقع قاعدة بيانات كرة القدم.إي يو (الإنجليزية)
- شاكيل بيناس على موقع ناشيونال فوتبول تيمز (الإنجليزية)
- شاكيل بيناس على موقع Soccerway.com (الإنجليزية)
- شاكيل بيناس على موقع عالم كرة القدم.نت (الإنجليزية)
- شاكيل بيناس على موقع GSA (الإنجليزية)